# Токай (река)
Тока́й (Токайка) — река в Воронежской и Тамбовской областях России, правый приток Елани (бассейн Хопра).

## География
Длина — 131 км, площадь бассейна 957 квадратных километров.
Берёт начало в солонцах у деревни Рассвет, течёт с севера на юг через совхоз «Полетаевский» (села Полетаево, Калиновка, Карловка) и совхоз «Сергиевский». Длина реки в пределах Тамбовской области — 28 км. Название «токай», «тугай» означает лес в долине реки.
Токай протекает в Аннинском, Эртильском и Таловском районах Воронежской области. Берёт начало в Токарёвском районе Тамбовской области. Населённые пункты на реке: сёла — Вязовка, Артюшкино, Островки, Архангельское, Никольское, Дерябкино, Ростоши. Токай течёт по степной местности и является одной из основных артерий Аннинского и Эртильского районов Воронежской области. В засуху в некоторых местах пересыхает. Питание в основном снеговое и дождевое. Основные её притоки: водоток оврага Ямечка, впадает слева в 28 километрах от устья; река Малореченка (Малоречка), впадает справа в 56 километрах от устья.
Впадает справа в реку Елань в 67 километрах от устья последней.

## Данные водного реестра
По данным государственного водного реестра России относится к Донскому бассейновому округу, водохозяйственный участок реки — Савала, речной подбассейн реки — Хопёр. Речной бассейн реки — Дон (российская часть бассейна).
По данным геоинформационной системы водохозяйственного районирования территории РФ, подготовленной Федеральным агентством водных ресурсов:
- Код водного объекта в государственном водном реестре — 05010200312107000007324
- Код по гидрологической изученности (ГИ) — 107000732
- Код бассейна — 05.01.02.003
- Номер тома по ГИ — 07
- Выпуск по ГИ — 0